# Carlos Augusto de Almeida
Carlos Augusto de Almeida, 1.º Conde de Almeida (Lisboa, 10 de Maio de 1846 – Munique, 21 de Julho de 1902) foi um nobre e diplomata luso-brasileiro. 
Foi adido da Legação Brasileira na Corte de Viena. Casou em 2 de Julho de 1879 em Mondsee, Áustria, com a Princesa Helene Ignatia Amalie von Wrede (1859–1935), da Casa de Wrede. Com geração. Filho do Visconde de Almeida, foi criado Conde de Almeida em 23 de Junho de 1875 pelo Rei D. Luís I de Portugal.